# Columnarium
Columnarium era el nom d'una taxa romana establerta en temps de Juli Cèsar que gravava els pilars de les cases. Probablement va ser imposat per una de les leges sumtuariae i intentava fer disminuir la passió per la construcció de palaus i palauets que llavors proliferaven a l'antiga Roma. La taxa ostiarium sobre el nombre de portes era un impost similar.
A Síria Quint Cecili Metel Pius Escipió va establir una taxa semblant (cap a l'any 49 o 48 aC) que Juli Cèsar va criticar a la seva obra De bello civili com una de les moltes taxes (sobre les portes, el blat, els remers o «qualsevol altra exacció inventada només com excusa per recaptar diners».